# Thời kỳ Nara
| Lịch sử Nhật Bản | Lịch sử Nhật Bản |
| --- | ---------------- |
| Tiền sửThời kỳ đồ đá cũ ~15000 TCN Thời kỳ Jōmon (Thằng Văn) ~15000 TCN–300 TCN Thời kỳ Yayoi (Di Sinh) tk 4 TCN–tk 3 |                  |
| Cổ đạiThời kỳ Kofun (Cổ Phần) tk 3–tk 7 Thời kỳ Asuka (Phi Điểu) 592–710 Thời kỳ Nara (Nại Lương) 710–794 Thời kỳ Heian (Bình An) 794–1185 |                  |
| Phong kiếnThời kỳ Kamakura (Liêm Thương) 1185–1333 Tân chính Kemmu (Kiến Vũ) 1333–1336 Thời kỳ Muromachi (Thất Đinh) 1336–1573 Thời kỳ Nam-Bắc triều 1336–1392 Thời kỳ Chiến Quốc 1467–1590 Thời kỳ Azuchi-Momoyama (An Thổ-Đào Sơn) 1573–1603 Mậu dịch Nanban (Nam Man) Chiến tranh Nhật Bản – Triều Tiên 1592–1598 Thời kỳ Edo/Tokugawa (Giang Hộ/Đức Xuyên)1603–1868 Chiến tranh Nhật Bản – Lưu Cầu Chiến dịch Ōsaka (Đại Phản) Tỏa Quốc Đoàn thám hiểm Perry Hiệp ước Kanagawa (Thần Nại Xuyên) Bakumatsu (Mạc mạt) Minh Trị Duy tân Chiến tranh Boshin (Mậu Thìn) |                  |
| Hiện đạiThời kỳ Minh Trị (Meiji) 1868–1912 Nhật xâm lược Đài Loan 1874 Chiến tranh Tây Nam Chiến tranh Nhật–Thanh Hiệp ước Mã Quan Chiến tranh Ất Mùi 1895 Phong trào Nghĩa Hòa Đoàn Hòa ước Portsmouth Hiệp ước Nhật–Triều 1910 Thời kỳ Đại Chính (Taishō) 1912-1926 Nhật Bản trong Thế chiến thứ nhất Sự can thiệp của Nhật Bản vào Siberia Đại thảm họa động đất Kantō 1923 Thời kỳ Chiêu Hòa (Shōwa) 1926–1989 Chủ nghĩa quân phiệt Nhật Bản Sự kiện Phụng Thiên Nhật Bản xâm lược Mãn Châu Hiệp ước chống Quốc tế Cộng sản Chiến tranh Trung–Nhật Cuộc tấn công Trân Châu Cảng Vụ ném bom nguyên tử xuống Hiroshima và Nagasaki Chiến tranh Xô–Nhật Nhật Bản đầu hàng Thời kỳ bị chiếm đóng 1945-1952 Nhật Bản thời hậu chiếm đóng Kỳ tích kinh tế Nhật Bản thời hậu chiến Thời kỳ Bình Thành (Heisei) 1989–2019 Thập niên mất mát Động đất Kobe 1995 Cool Japan Động đất và sóng thần Tōhoku 2011 Thời kỳ Lệnh Hòa (Reiwa) 2019–nay Đại dịch COVID-19 tại Nhật Bản |                  |
| Xem thêm Thiên hoàng • Niên biểu • Đế quốc Nhật Bản Kinh tế • Giáo dục • Quân sự • Hải quân • Di sản thế giới |                  |
| x t s |                  |

Thời kỳ Nara (tiếng Nhật: 奈良時代 |Nara-jidai, Nại Lương thời đại) của lịch sử Nhật Bản kéo dài từ năm 710 đến năm 794. Thiên hoàng Gemmei (元明天皇 Gemmei Tennō, Nguyên Minh Thiên Hoàng) đặt kinh đô tại Heijō-kyō (平城京, Bình Thành Kinh ngày nay là Nara). Ngoại trừ 5 năm (740-745) kinh đô phải dời đi nơi khác, đó là kinh đô của Nhật Bản cho đến khi Thiên hoàng Kanmu (桓武天皇 Kammu Tennō, Hoàn Vũ Thiên Hoàng) đặt kinh đô tại Nagaoka-kyō (長岡京, Trường Cương Kinh) vào năm 784 trước khi di chuyển đến Heian-kyō (平安京, Bình An Kinh), hoặc Kyoto (京都, Kinh Đô), một thập niên sau vào năm 794.
Phần lớn xã hội Nhật Bản lúc bấy giờ làm về nông nghiệp, tụ tập quanh các ngôi làng. Đa số dân làng theo tôn giáo Shinto dựa vào thờ cúng thiên nhiên và thần linh tổ tiên (kami).
Kinh đô Nara được xây dựng theo mô hình của Trường An (長安, Tây An ngày nay, 西安), là kinh đô của nhà Đường, Trung Quốc. Trong những lãnh vực khác, tầng lớp thượng lưu Nhật Bản đã lấy người Trung Quốc làm kiểu mẫu, kể cả du nhập chữ viết của Trung Quốc (Nhật Bản: kanji, 漢字, Hán tự) và Phật giáo.

## Văn học thời kỳ Nara
Dựa vào những cố gắng của Triều đình, những tác phẩm đầu tiên của lịch sử văn hóa Nhật Bản thời kỳ Nara đã được ghi chép lại. Các tác phẩm như Cổ sự ký (古事記) và Nihon shoki (日本書紀) mang tính chất chính trị nguyên thủy đã được lưu lại và do đó quyền tối cao của các Hoàng đế Nhật Bản đã được xác định và thiết lập.
Nhờ vào sự truyền bá chữ viết, các bài thơ Nhật Bản bắt đầu được sáng tác, như là bài waka (和歌, Hòa ca). Theo thời gian, các bộ sưu tập thơ cá nhân được xuất bản. Bộ sưu tập thơ lớn nhất của Nhật Bản là Vạn diệp tập (万葉集) vào khoảng sau năm 759. Chữ viết Trung Quốc được dùng để diễn đạt âm thanh của Nhật Bản (được gọi là man'yōgana (万葉仮名, Vạn Diệp Giả Danh) cho đến khi kana được phát minh.

## Sự phát triển về kinh tế, xã hội và chính quyền

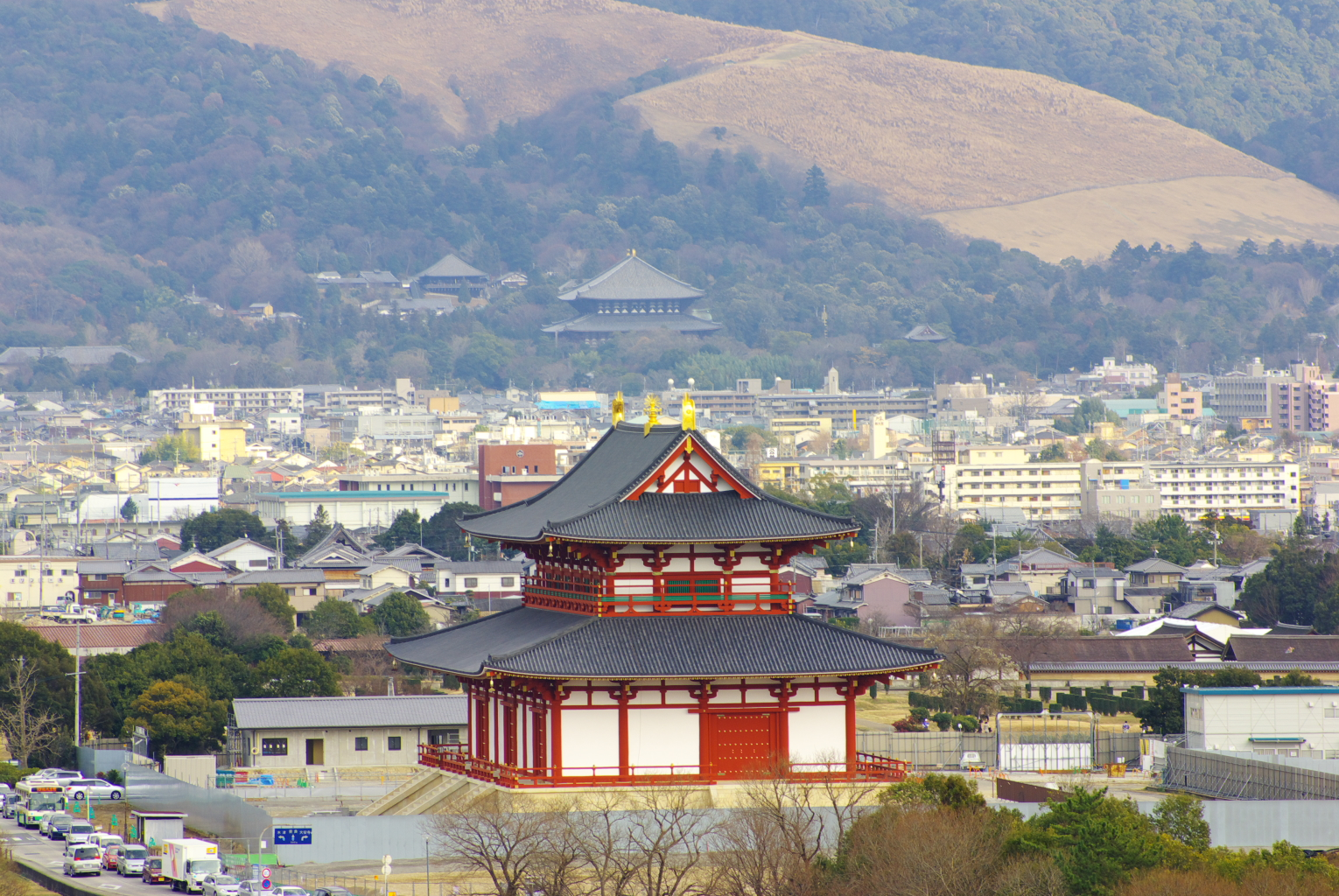
Tòa nhà chính, tức là Daigoku-den tại Cung điện Heijō (Ở trung tâm bức ảnh: đây là phiên bản hiện đại được xây dựng để kỷ niệm 1300 năm Nara trở thành thủ đô của Nhật Bản). Daibutsuden của Tōdai-ji và Wakakusayama có thể được nhìn thấy ở phía sau (tháng 1, 2010).

Trước khi Luật Taihō (大宝律令 Taihō-ritsuryō, Đại Bảo Luật Lệnh) được thiết lập, kinh đô đã được dời đi theo phong tục sau khi Hoàng đế băng hà vì người xưa tin rằng nơi có sự chết chóc là ô uế, không còn thiêng liêng nữa. Sự thay đổi và quan liêu của triều đình đã dẫn đến việc xây dựng một kinh đô cố định là Heijō-kyō (平城京, Bình Thành Kinh), tức Nara, vào năm 710.
Đáng chú ý là kinh đô đã được dời đi chỉ trong một thời gian ngắn (lý do sẽ được nhắc đến trong phần sau) giữa những năm 740 và 745; được dọn đến Kuni-kyō (恭仁京, Cung Nhân Kinh, Kizugawa) giữa những năm 740 và 744, dọn đến Naniwa-kyō (難波京, Nan Ba Kinh, nay là Osaka) vào năm 744-745, dọn đến Shigarakinomiya (紫香楽宮, Tử Hương Lạc Cung, nay là Shigaraki) năm 745, nhưng lại dọn trở về Nara năm 745.
Một thời kỳ mới đã được đặt tên theo kinh đô Nara, là nơi đã được thiết kế theo phong cách của người Trung Quốc, nhà Đường (唐, 618–907) kinh đô là Trường An (長安). Nara là trung tâm thành thị đầu tiên của Nhật Bản. Chẳng mấy chốc dân số đã tăng lên 200.000 (gần 4% dân số cả nước) và có khoảng 10.000 người làm việc cho chính phủ.
Hoạt động kinh tế và chính quyền phát triển trong thời kỳ Nara. Đường sá nối liền thủ đô các tỉng bang, và thuế má được thu có hiệu quả và đều đặn hơn. Tiền đồng được đúc mặc dù chưa được sử dụng rộng rãi. Tuy nhiên, bên ngoài khu vực Nara, có rất ít hoạt động thương mại và trong phần đất của các tỉnh thuộc về Cựu Shōtoku, hệ thống cải tổ bị khước từ. Đến giữa thế kỷ 8, shōen (荘園, trang ấp), là một trong những điều kiện thành lập kinh tế quan trọng của Nhật Bản thời Trung cổ, bắt đầu phát triển nhờ vào kết quả của sự nghiên cứu về quản lý đất chiếm hữu dễ dàng hơn. Chính quyền địa phương trở nên có thẩm quyền hơn, trong khi sự thất bại của hệ thống phân chia đất đai cũ và thuế má tăng đã dẫn đến sự mất mát hoặc bỏ rơi đất đai của những người trở thành "vô gia cư," hoặc furōsha (浮浪者, Phù lãng giả). Một vài người trong số những người "quần chúng nhân dân" này được bí mật mướn làm công cho các địa chủ lớn, và "đất công" dần dần trở lại là shōen.
Tranh chấp giữa các bè phái vẫn tiếp diễn suốt thời kỳ Nara. Thành viên các gia đình hoàng tộc, các gia đình đứng đầu trong triều đình như Fujiwara (藤原, Đằng Nguyên), và các tu sĩ Phật giáo đều tham gia vào cuộc tranh giành thế lực. Vào đầu thời kỳ này, Hoàng tử Nagaya đã cướp chính quyền sau khi Fujiwara no Fuhito qua đời. Bốn người con trai của Fuhito là Muchimaro, Umakai, Fusasaki, và Maro đã kế vị ông. Họ đã đưa Hoàng đế Shōmu, là cháu ngoại của Fuhito, lên ngôi. Vào năm 729, họ bắt giữ Nagaya và thu lại quyền hành. Tuy nhiên, khi dịch bệnh đậu mùa đầu tiên lan tràn từ Kyushu vào năm 735, cả bốn anh em đều mất mạng hai năm sau đó, dẫn đến quyền thống trị của Fujiwara tạm thời bị thu hẹp lại. Hoàng đế bị sốc nặng sau trận dịch này nên ông đã di dời cung điện ba lần chỉ trong vòng năm năm kể từ năm 740, cho đến cuối cùng khi ông dọn trở về Nara. Vào cuối thời kỳ Nara, gánh nặng tài chính tăng dần, và triều đình bắt đầu sa thải các viên chức không quan trọng. Vào năm 792, toàn bộ chế độ cưỡng bách tòng quân được bãi bỏ, và lãnh đạo các địa hạt được quyền thiết lập các lực lượng dân quân tư nhân cho công tác cảnh sát địa phương. Sự phân quyền của nhà chức trách đã trở nên nguyên tắc mặc cho sự cải tổ của thời kỳ Nara. Cuối cùng, để trả lại quyền lực cho triều đình, kinh đô đã được dọn đến Nagaoka-kyō (長岡京, Trường Cương Kinh) vào năm 784 và đến Heian-kyō (平安京, Bình An Kinh), vào năm 794 cách Nora khoảng 26 kilômét về phía Bắc. Vào cuối thế kỷ thứ 11, thành phố được đổi tên là Kyoto (京都, Kinh Đô) kể từ đó.

## Sự phát triển của văn hóa và Phật giáo

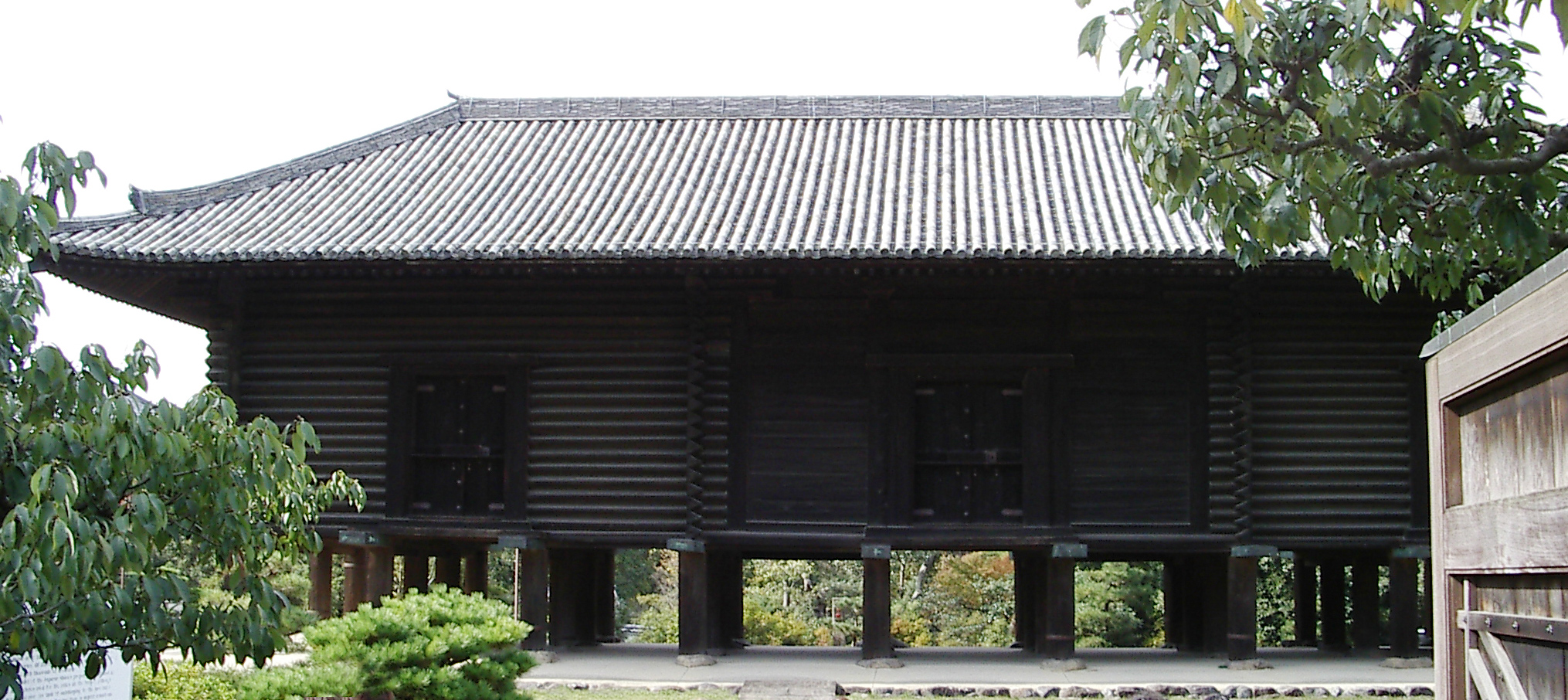
Shōsōin

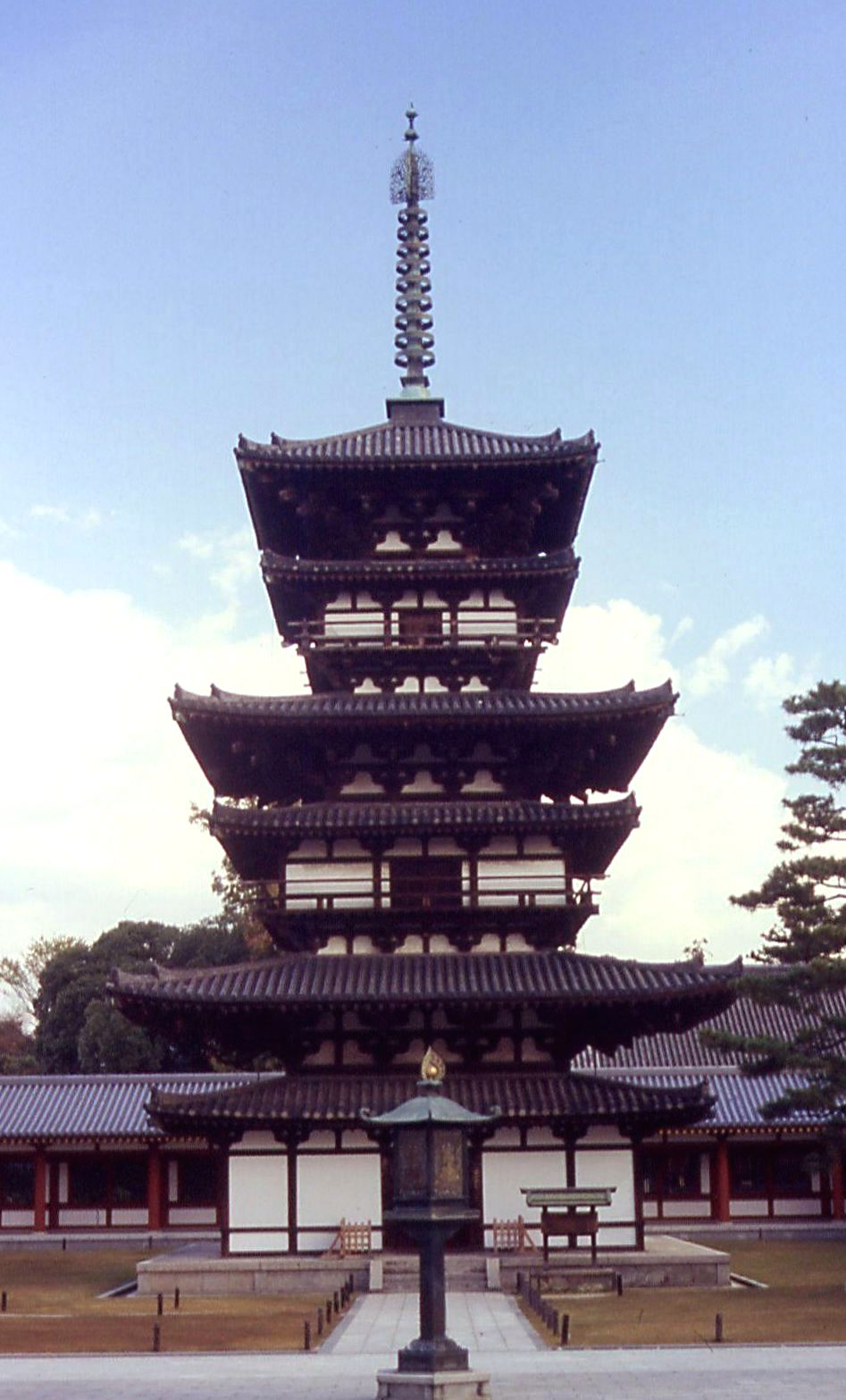
Ngôi chùa phía đông của chùa Yakushi-ji được xây dựng vào năm 730, trong thời kỳ Nara

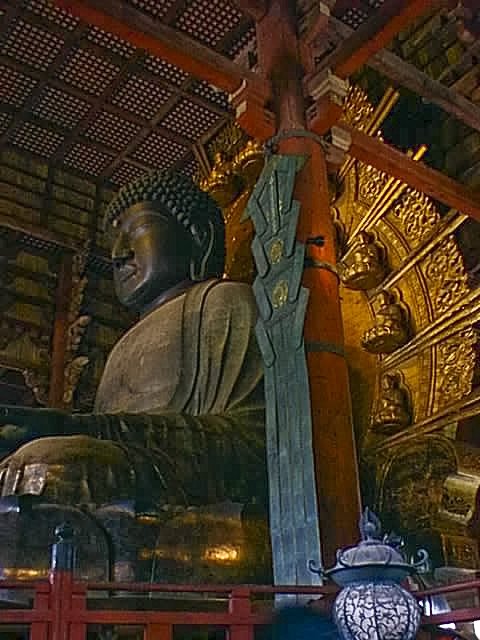
Tượng Đức Phật tại Nara (Tōdai-ji), 752 CE.

Một vài tác phẩm văn học bất hủ của Nhật Bản đã được viết trong thời kỳ Nara, bao gồm các quyển Kojiki (古事記) và Nihon shoki (日本書紀) viết về lịch sử đầu tiên của nước Nhật đã được biên soạn vào năm 712 và năm 720 theo thứ tự; các hợp tuyển thi ca Man'yōshū (万葉集, Vạn diệp tập) và Kaifūsō (懐風藻, Hồi ức yêu dấu) đã được các Hoàng đế và Hoàng tử Nhật Bản viết bằng chữ Trung Quốc.
Một phát triển văn hóa quan trọng khác trong thời đại này là Phật giáo đã được chính thức hóa. Vào thế kỷ thứ 6, Phật giáo đã được Baekje đưa vào Nhật Bản nhưng sự tiếp thu bị pha trộn cho đến khi Thiên hoàng Shōmu (聖武天皇 Shōmu Tennō. Thành Võ Thiên Hoàng) ở thời kỳ Nara thành tâm đón nhận. Hoàng đế Shōmu và thân tộc Fujiwara của ông là các Phật tử nhiệt thành đã tích cực truyền bá Phật giáo, biến Phật giáo thành "người bảo vệ đất nước" và là một phương cách làm cho thể chế Nhật Bản thêm vững mạnh.
Dưới triều đại Shōmu, chùa Tōdai-ji (東大寺, Đông Đại Tự) đã được xây cất với tượng Phật Dainichi (Phật Thái dương) cao 16 mét bằng đồng. Đức Phật này có liên quan chặt chẽ với Nữ thần Thái dương và sự hỗn tạp dần nảy sinh sau đó giữa Phật giáo và đạo Shinto. Hoàng đế Shōmu tự nhận là "Bầy tôi của Tam bảo" Phật giáo: Phật, Pháp và Tăng.
Ngoài ra chính phủ còn cho xây dựng các chùa kokubunji (国分寺, Quốc Phận Tự) tại các tỉnh. Chùa Tōdai-ji là một kokubunji của tỉnh Yamato (大和国, Đại Hòa quốc, ngày nay là Tỉnh Nara, 奈良県).
Mặc dù những cố gắng này đã thúc đẩy Phật giáo thành một tôn giáo của quốc gia, nhưng Phật giáo Nara đã làm tăng thêm thân thế của hoàng tộc. Thế lực của Phật tử tại triều đình đã tăng thêm dưới hai triều đại của con gái Shōmu. Nữ hoàng Kōken (孝謙天皇 Kōken Tennō, Hiếu Khiêm Thiên Hoàng trị vì từ năm 749 đến năm 758) đã triệu nhiều tu sĩ Phật giáo vào triều đình. Kōken đã thoái vị năm 758 theo lời khuyên của người anh họ Fujiwara no Nakamaro (藤原 仲麻呂, Đằng Nguyên Trọng Ma Lữ). Khi bà Nữ hoàng đã thoái vị bắt đầu chiếu cố đến một tu sĩ Phật giáo tên là Dōkyō (道鏡, Đạo Cảnh) thì Nakamaro vũ trang chống lại vào năm 764 nhưng đã bị tiêu diệt nhanh chóng. Kōken đã buộc Hoàng đế tội thông đồng với Nakamaro và phế truất Ông. Kōken lại lên ngôi Nữ hoàng với tên hiệu là Shōtoku (称徳天皇 Shōtoku Tennō, Thánh Đức Thiên Hoàng trị vì từ năm 764 đến năm 770). Nữ hoàng đã cho xuất bản kinh một triệu lời cầu nguyện —the Hyakumanto dharani (百万塔陀羅尼, Bách Vạn Tháp Đà La Ni) —. Bản in vào năm 770 này là một trong những ấn phẩm được xuất bản sớm nhất trên thế giới. Shōtoku cho in các quyển kinh này nhằm xoa dịu giới tăng lữ Phật giáo. Bà còn mong muốn lập Dōkyō làm Hoàng đế nhưng bà đã qua đời trước khi kịp thực hiện quyết định này. Các hành vi của bà đã khích động xã hội Nara dẫn đến việc loại trừ phụ nữ trong triều đình lên nối ngôi và cách chức các tu sĩ Phật giáo có chức vụ trong chính trị.
Rất nhiều tác phẩm nghệ thuật và báu vật từ nước ngoài của Nhật Bản dưới thời Nhật hoàng Shōmu và Shōtoku đều được sưu tầm ở Shōsō-in ở đền Tōdai-ji. Chúng được gọi là kho Shōsōin, minh họa văn hóa thế giới hay còn gọi là văn hóa Tempyō. Các báu vật từ bên ngoài cho thấy rất nhiều ảnh hưởng từ khu vực Con đường tơ lụa, bao gồm Trung Quốc, Ấn Độ, Triều Tiên, và các Đế chế Hồi giáo. Shosoin cũng lưu trữ 10.000 trang bản thảo gọi là thư tịch Shōsōin (正倉院文書) ("Chính Thương viện văn thư’’). Đầy là lưu trữ chép tay ở mặt ngược kinh Phật hay trên bao ngoài của vật nhập khẩu, và tồn tại được là nhờ việc dùng lại các thư tịch chính thức. Văn thư Shōsōin đóng góp rất lớn vào việc nghiên cứu hệ thống chính trị và xã hội của thời kỳ Nara, trong khi chúng thậm chí còn chỉ ra sự phát triển của hệ thống chữ viết Nhật Bản (ví dụ như katakana).

## Quan hệ quốc tế
Triều đình Nara du nhập mạnh mẽ nền văn minh Trung Hoa bằng cách gửi các phái đoàn ngoại giao đến nhà Đường (唐) 20 năm một lần (còn gọi là Kentō-shi, 遣唐使, "Khiển Đường Sứ’’). Rất nhiều sinh viên Nhật Bản, cả trong giáo hội hay các nhà sư, đến học ở Trường An (長安) và Lạc Dương (洛陽, Luoyang). Một người tên là Abe no Nakamaro (阿倍 仲麻呂) đỗ được kỳ thi chọn quan lại và được bổ nhiệm vào một ví trị trong triều đình Trung Quốc. Ông làm An Nam Tiết Độ Sự từ 761 đến năm 767. Rất nhiều sinh viên khi trở về quê hương được đề bại lên những chức vụ cao trong triều như Kibi no Makibi (吉備 真備, Cổ Bị Chân Bị).
Nhà Đường chưa bao giờ gửi sứ thần đến Nhật Bản, và Hoàng đế Nhật Bản, hay Thiên Hoàng như họ tự gọi mình chưa bao giờ nhận sắc phong của Hoàng đế Trung Hoa. Chính quyền địa phương Trung Hoa ở thung lũng hạ Dương Tử đã gửi quan viên đến Nhật Bản để đưa đoàn sứ thần Nhật Bản vào Trung Quốc qua ngả Bột Hải (渤海) về. Đoàn sứ bộ Trung Hoa này không thể trở về vì loạn An Lộc Sơn, cuối cùng được nhập tịch Nhật Bản.
Quan hệ với các vương triều Cao Ly như Silla (新羅, Tân La) ban đầu rất hòa bình, với việc trao đổi sứ thần thường xuyên. Nhưng sư nổi lên của Balhae ở phía Bắc Silla đã làm mối quan hệ Nhật Bản-Silla rơi vào bất ổn. Balhae gửi đoàn sứ thần đầu tiên đến Nara năm 728, và được đón tiếp như người nối tiếp Goguryeo (高句麗) ("Cao Câu Ly’’), đất nước mà Nhật Bản vẫn liên minh cho đến khi Silla thống nhất Tam Quốc Triều Tiên.

## Các sự kiện
- 710: Thủ đô của Nhật Bản chuyển từ Fujiwara-kyō đến Heijō-kyō, được làm theo mẫu đô thành Trường An của Trung Quốc
- 712: Sưu tầm truyện kể Kojiki ("Cổ Sự ký’’)
- 720: Biên soạn Nihonshoki ("Nhật Bản thư kỉ")
- 743: Thiên hoàng Shōmu ban chiếu xây dựng Daibutsu, sau khi hoàn thành được đặt ở Tōdai-ji, Nara
- 759: Tập thơ Man'yōshū ("Vạn Diệp Tập")
- 784: Nhật hoàng dời đô đến Nagaoka-kyō
- 788: Nhà sư Tối Trừng xây dựng thiền viện ở núi Hiei, gần Kyoto, trở thành một hệ thống đền đài ấn tượng.

Danh sách các Daijō-daijin (Thái Chính đại thần) thời Nara:
- Hoàng tử Osakabe: 703 - 705
- Hoàng tử Hozumi: 705 - 715
- Hoàng tử Toneri: 720 - 735
- Hoàng tử Suzuka: 735 - 745)
- Fujiwara no Nakamaro: 760 -764
- Nhà sư Dōkyō: 765 - 766.